# 斯坦珀斯克里克鎮區 (印地安納州奧蘭治縣)
斯坦珀斯克里克鎮區（英語：Stampers Creek Township）是位於美國印地安納州奧蘭治縣的一個行政鎮區。

## 地方資料
根據2010年美國人口普查的數據，斯坦珀斯克里克鎮區的面積為73.80平方千米，當中陸地面積為73.70平方千米，而水域面積為0.10平方千米。當地共有人口954人，而人口密度為每平方千米12.93人。